# 河東郡 (中國)
河東郡，中國古代的郡。

## 建置沿革

### 秦漢
戰國時，秦國置河東郡，郡治在安邑（今山西夏縣一帶）。
西漢時，河東郡為三河之一，屬司隸校尉部，領安邑、大陽、猗氏、解、蒲反、河北、左邑、汾陰、聞喜、濩澤、端氏、臨汾、垣、皮氏、長脩、平陽、襄陵、彘、楊、北屈、蒲子、絳、狐讘、騏二十四縣。王莽時，改河東郡為兆陽郡。東漢初，復為河東郡，省左邑、長脩、狐讘、騏四縣。漢順帝陽嘉二年（133年），改彘縣為永安縣。

### 魏晉
三國魏時分平陽、楊、端氏、永安、蒲子、襄陵、絳、濩澤、臨汾、北屈、皮氏諸縣置平陽郡。晉武帝太康中，河東郡領安邑、聞喜、垣、汾陽、大陽、猗氏、解、蒲坂、河北九縣。
十六國時期，河東郡先後為前趙、後趙、冉魏、前燕、前秦、西燕、後秦的領土。晉安帝義熙十三年（417年），劉裕北伐時收復了河東郡，兩年後又被北魏攻佔。

### 北朝隋唐
北魏太武帝神䴥元年（428年），置雍州，河東郡改屬雍州。延和元年（432年），改雍州為泰州。北魏時，聞喜縣改屬南太平郡，汾陽縣改屬龍門郡，分河東郡之安邑、河北、太陽三縣置河北郡。北魏孝文帝太和元年（477年），析置安定縣。太和十一年（487年），分解縣為南解、北解二縣。太和中，罷泰州。東魏孝静帝天平初，復置泰州，東垣縣改屬新安郡。西魏文帝大統三年（537年），攻佔河東郡，廢泰州。北周明帝二年（558年），於河東郡置蒲州。
隋文帝開皇三年（583年），廢河東郡，其地屬蒲州。隋煬帝大業三年（607年），改蒲州为河東郡。河東郡領十縣：河東、桑泉、汾陰、龍門、芮城、安邑、夏、河北、猗氏、虞鄉。
唐高祖武德元年（618年），改河東郡為蒲州。唐玄宗天寶元年（742年），改蒲州為河東郡。河東郡領八縣：河東、桑泉、解、猗氏、虞鄉、永樂、寶鼎、聞喜。天寶十三載（754年），改桑泉縣為臨晉縣。唐肃宗乾元元年（758年），復改河東郡為蒲州。

## 人口
- 漢平帝元始二年（2年），河東郡有236896戶，962912口。[1]
- 漢桓帝永壽二年（156年），河東郡有93543戶，570803口。[2]
- 晉武帝太康三年（282年），河東郡有42500戶。[3]
- 宋孝武帝大明八年（464年），河東郡（僑）有2423戶，10487口。[11]
- 隋煬帝大業五年（609年），河東郡有157078戶。[9]
- 唐玄宗天寶十三載（754年），河東郡有70800戶，469213口。[10]

## 行政長官

### 河東守（—前148年）
- 王稽，秦昭襄王時在任。[12]
- 季布，楚人，漢文帝時在任。[13]
- 敬教，漢初。

### 河東太守（前148年—9年）
- 番係，九江人，漢武帝元朔五年（前124年）離任。[14]
- □勝，漢武帝元鼎五年（前112年）在任。[15]
- 勝屠公，漢武帝時。
- 褚廣，漢武帝時。
- 石□，漢武帝時。
- 田延年，字子賓，京兆陽陵人，漢昭帝元鳳六年（前75年）離任。[14]
- 周堪，漢元帝永光元年（前43年）出任。[14]
- 甄尊，字少公，京兆杜陵人，漢成帝建始二年（前31年）離任。[14]
- 萧咸，字仲，西漢後期在任。[16]
- 環餘，不知何帝時。

### 河東太守（23年—222年）
- 楊寶，劉玄更始三年（25年）被斬。[17]
- 李文，漢光武帝建武元年（25年）出任。[17]
- 焦貺，會稽人，漢明帝永平十三年（70年）被收捕。[18]
- 陳□，汝南平輿人，東漢時在任。[19]
- 韓純，東漢時在任。
- 劉祐，字伯祖，中山安國人，漢桓帝永壽時在任。[20]
- 左勝，漢桓帝永壽時在任。
- 單安，河南人，漢桓帝時在任。[21]
- 耿援，字伯緒，扶風茂陵人，漢桓帝時在任。[22]
- 楊淮，字伯邳，漢桓帝時在任。
- 韓術，南陽堵陽人，東漢桓靈時在任。[23]
- 孔彪，字元上，漢桓帝時在任。
- 史弼，字公謙，陳留考城人，漢桓帝時在任。[20]
- 董卓，字仲穎，隴西臨洮人，漢靈帝中平元年（184年）離任。[24]
- 王宏，太原祁人，漢獻帝初平三年（192年）棄官北居新興。[25]
- 王邑，北地泥陽人，漢獻帝兴平二年（195年）在任。[24]
- 郭援，由袁尚任命，漢獻帝建安五年（200年）在任。[26]
- 王邑，北地泥陽人，漢獻帝建安十年（205年）離任。[27]
- 杜畿，字伯侯，京兆杜陵人，漢獻帝建安十年（205年）到延康元年（220年）在任。[27]
- 趙儼，字伯然，潁川陽翟人，漢獻帝延康元年（220年）到魏文帝黃初三年（222年）在任。[28]

### 河東太守（225年—557年）
- 任嘏，字昭先，樂安博昌人，魏明帝時在任。[29]
- 杜恕，字務伯，京兆杜陵人，魏齊王時在任。[27]
- 王戎，字濬沖，琅邪臨沂人，晉武帝時在任。[30]
- 劉原，勃海人，晉武帝後期在任。[31]
- 王佑，晉武帝後期在任。[32]
- 爰翰，西晉時在任。[33]
- 溫憺，太原祁人，西晉時在任。[34]
- 皇甫商，安定朝那人，晉惠帝太安二年（303年）由長沙王司馬乂任命，永安元年（304年）被殺。[35]
- 路述，晉懷帝永嘉二年（308年）力戰劉淵，死之。[36]
- 鄧攸，字伯道，平陽襄陵人，晉懷帝永嘉末沒于石勒。[37]
- 魏該，一名亥，東郡東阿人，晉元帝承制時在任。[38]
- 李矩，字世迴，平陽人，晉元帝時領。[38]
- 石暉，后赵武帝石虎時在任。[39]
- 王休，北海劇人，前秦時在任。[40]
- 柳恭，河東解人，西燕慕容永中兴九年（394年）降於後秦。[41]
- 尹昭，後秦文桓帝姚兴弘始十八年（416年）離任。[42]
- 唐小方，後秦姚泓永和二年（417年）為晉將沈林子所斬。[42]
- 朱超石，沛郡沛人，晉安帝義熙十三年（417年）到十四年（418年）在任。[4]
- 劉遵考，彭城人，晉安帝義熙十四年（418年）出領，同年南還。[43][44]
- 毛德祖，滎陽陽武人，晉安帝義熙十四年（418年）到晉恭帝元熙元年（419年）在任。[45]
- 王康，北海劇人，晉恭帝元熙元年（419年）出任，宋武帝永初元年（420年）卒於金墉。[40]
- 薛謹，字法順，河東汾陰人，北魏明元帝泰常四年（419年）出任。[46]
- 薛洪隆，字菩提，河東汾陰人，北魏時在任。[46]
- 薛破胡，河東汾陰人，北魏時在任。[46]
- 薛麟駒，河東汾陰人，北魏孝文帝太和十年（486年）贈。[46]
- 杜遇，字慶期，京兆人，北魏時在任。[47]
- 薛瑚，河東汾陰人，北魏時在任。[6]
- 裴雙虎，河東聞喜人，北魏時在任。[48]
- 薛遵彥，河東汾陰人，北魏時在任。[49]
- 裴仲規，河東聞喜人，北魏宣武帝正始元年（504年）贈。[48]
- 崔振，字延根，博陵安平人，北魏宣武帝永平中卒於郡。[50]
- 趙超宗，天水西人，北魏後期在任。[51]
- 崔習，字貴禮，博陵安平人，北魏後期在任。[52]
- 崔遊，字延叔，博陵安平人，北魏孝明帝熙平末在任。[50]
- 薛懷景，河東汾陰人，北魏後期在任。[53]
- 王羆，西魏文帝大統初在任。[6]
- 李遠，字萬歲，隴西成紀人，西魏文帝大統中在任。[54]
- 韓果，字阿六拔，代武川人，西魏文帝大統九年（543年）出任。[55]
- 薛善，字仲良，河東汾陰人，西魏後期在任。[6]

### 河東郡守（557年—583年）
- 柳敏，字白澤，河東解縣人，北周孝閔帝元年（557年）出任。[56]
- 蔣昇，字鳳起，楚國平河人，北周武帝保定二年（562年）出任。[57]

### 河東郡太守（607年—618年）
- 竇慶，扶風平陵人，隋煬帝大業中在任。[58]

### 河東郡太守（742年—758年）
- 崔翘（744年—746年）
- 李知柔（746年）
- 苗晉卿，上黨壺關人，唐玄宗天寶六載（747年）出任。[59]
- 李憕，太原文水人，唐玄宗天寶十一載（752年）出任。[60]
- 韋陟，字殷卿，京兆萬年人，唐玄宗天寶十三載（754年）離任。[61]
- 李麟，唐玄宗天寶十四載（755年）在任。[62]
- 吕崇贲（755年—756年）
- 崔乾祐（757年）
- 马承光（757年）[63]

## 國主

### 曹魏河東國（222年—225年）
| 河東國（222年—225年） |        |    |      |             |              |
| 代數                  | 封爵   | 謚 | 姓名 | 在位時間    | 備註         |
| 1                     | 河東王 |    | 曹霖 | 222年—225年 | 魏文帝第五子 |
| 徙封馆陶              |        |    |      |             |              |

## 徵引文獻及註釋
1. 1 2  《漢書 卷二十八上 地理志第八上》
2. 1 2  《後漢書 志第十九 郡國一》
3. 1 2  《晉書 卷十四 志第四 地理上》
4. 1 2  《宋書 卷四十八 列傳第八》
5. ↑  《魏書 卷一百六中 地形志二中第六》
6. 1 2 3 4  《周書 卷三十五 列傳第二十七》
7. ↑  《魏書 卷一百六下 地形志二下第七》
8. ↑  《周書 卷四 帝紀第四》
9. 1 2  《隋書 卷三十 志第二十五》
10. 1 2  《舊唐書 卷三十九 志第十九》
11. ↑  《史記 卷七十九 范睢蔡澤列傳第十九》
12. ↑  《漢書 卷三十七 季布欒布田叔傳第七》
13. 1 2 3 4  《漢書 卷十九下 百官公卿表第七下》
14. ↑  《漢書 卷二十五上 郊祀志第五上》
15. ↑  《漢書 卷七十八 蕭望之傳第四十八》
16. 1 2  《後漢書 卷十六 鄧寇列傳第六》
17. ↑  《後漢書 卷三十三 朱馮虞鄭周列傳第二十三》
18. ↑  《後漢書 卷六十六 陳王列傳第五十六》
19. 1 2  《後漢書 卷六十四 延史盧趙列傳第五十四》
20. ↑  《後漢書 卷七十八 宦者列傳第六十八》
21. ↑  《後漢書 卷十九 耿弇列傳第九》
22. ↑  《三國志 卷二十四 魏書二十四 韓崔高孫王傳第二十四》裴註引《楚國先賢傳》
23. 1 2  《後漢書 卷七十二 董卓列傳第六十二》
24. ↑  《宋書 卷七十六 列傳第三十六》
25. ↑  《三國志 卷十三 魏書十三 鍾繇華歆王朗傳第十三》
26. 1 2 3  《三國志 卷十六 魏書十六 任蘇杜鄭倉傳第十六》
27. ↑  《三國志 卷二十三 魏書二十三 和常楊杜趙裴傳第二十三》
28. ↑  《三國志 卷二十七 魏書二十七 徐胡二王傳第二十七》裴註引《別傳》
29. ↑  《晉書 卷四十三 列傳第十三》
30. ↑  《晉書 卷五十一 列傳第二十一》
31. ↑  《晉書 卷四十 列傳第十》
32. ↑  《三國志 卷二十八 魏書二十八 王毌丘諸葛鄧鍾傳第二十八》裴註引荀綽《冀州記》
33. ↑  《晉書 卷六十七 列傳第三十七》
34. ↑  《晉書 卷六十 列傳第三十》
35. ↑  《晉書 卷五 帝紀第五》
36. ↑  《晉書 卷九十 列傳第六十》
37. 1 2  《晉書 卷六十三 列傳第三十三》
38. ↑  《晉書 卷一百七 載記第七》
39. 1 2  《宋書 卷四十五 列傳第五》
40. ↑  《晉書 卷一百十七 載記第十七》
41. 1 2
42. ↑  《宋書 卷二 本紀第二》
43. ↑  《宋書 卷五十一 列傳第十一》
44. ↑  《宋書 卷九十五 列傳第五十五》
45. 1 2 3 4  《魏書 卷四十二 列傳第三十》
46. ↑  《魏書 卷四十五 列傳第三十三》
47. 1 2  《魏書 卷六十九 列傳第五十七》
48. ↑  《周書 卷三十八 列傳第三十》
49. 1 2  《魏書 卷五十七 列傳第四十五》
50. ↑  《魏書 卷五十二 列傳第四十》
51. ↑  《魏書 卷四十九 列傳第三十七》
52. ↑  《魏書 卷六十一 列傳第四十九》
53. ↑  《周書 卷二十五 列傳第十七》
54. ↑  《周書 卷二十七 列傳第十九》
55. ↑  《周書 卷三十二 列傳第二十四》
56. ↑  《周書 卷四十七 列傳第三十九》
57. ↑  《隋書 卷三十九 列傳第四》
58. ↑  《舊唐書 卷一百一十三 列傳第六十三》
59. ↑  《舊唐書 卷一百八十七下 列傳第一百三十七下》
60. ↑  《舊唐書 卷九 本紀第九》
61. ↑  《舊唐書 卷一百一十二 列傳第六十二》
62. ↑  《唐刺史考全编》